# 及川顕司
及川 顕司（おいかわ けんじ、1897年〈明治30年〉11月21日 - 1985年〈昭和60年〉11月28日）は、日本の政治家。初代岩手県北上市長（2期）。

## 来歴
現在の岩手県北上市生まれ。1917年〈大正6年〉和賀郡黒沢尻町（現・北上市）役場に入る。1937年〈昭和12年〉同町助役。1941年〈昭和16年〉稗貫郡湯本村村長代理。同年西磐井地方事務所総務課長を経て、県嘱託。1944年〈昭和19年〉九戸、二戸、下閉伊各地方事務所総務課長。1947年〈昭和22年〉地方事務官西磐井地方事務所長となる。翌1948年〈昭和23年〉黒沢尻町長に当選。4年後の1952年〈昭和27年〉に再選。1954年〈昭和29年〉黒沢尻町は周辺の町村と合併して北上市が発足。それに伴い、町長を失職するが、合併後の北上市長選挙に立候補し、当選し、初代市長となる。市長就任後は上下水道の整備、小中学校の建設、工場誘致に取り組んだ。2期目は新市五ヶ年計画を策定し、近代都市づくりに着手した。市長は2期務め、1962年〈昭和37年〉に退任した。市長退任後の1967年〈昭和42年〉北上市議会議員に当選、再び市政に尽力した。1985年〈昭和60年〉に死去した。
このほか日本赤十字社岩手県支部代議員、同評議員、県済生会常務理事などを務めた。